# Mot (videojuego)
Mot es un videojuego de la compañía Opera Soft, publicado en 1989, basado en el personaje del mismo nombre creado por Alfonso Azpiri.
El juego consta de 4 partes, siendo la primera una presentación de Mot, la segunda se desarrolla en la casa de Leo, mientras que la tercera y la cuarta se desarrollan en el mundo de Mot y de Irizpa, respectivamente.
Es el videojuego español programado para más plataformas diferentes, 8, junto con el título Livingstone supongo II, también de Opera Soft.